# Ageratum microcephalum
Ageratum microcephalum là một loài thực vật có hoa trong họ Cúc. Loài này được (Benth.) Hemsl. mô tả khoa học đầu tiên năm 1881.